# Füles kárókatona

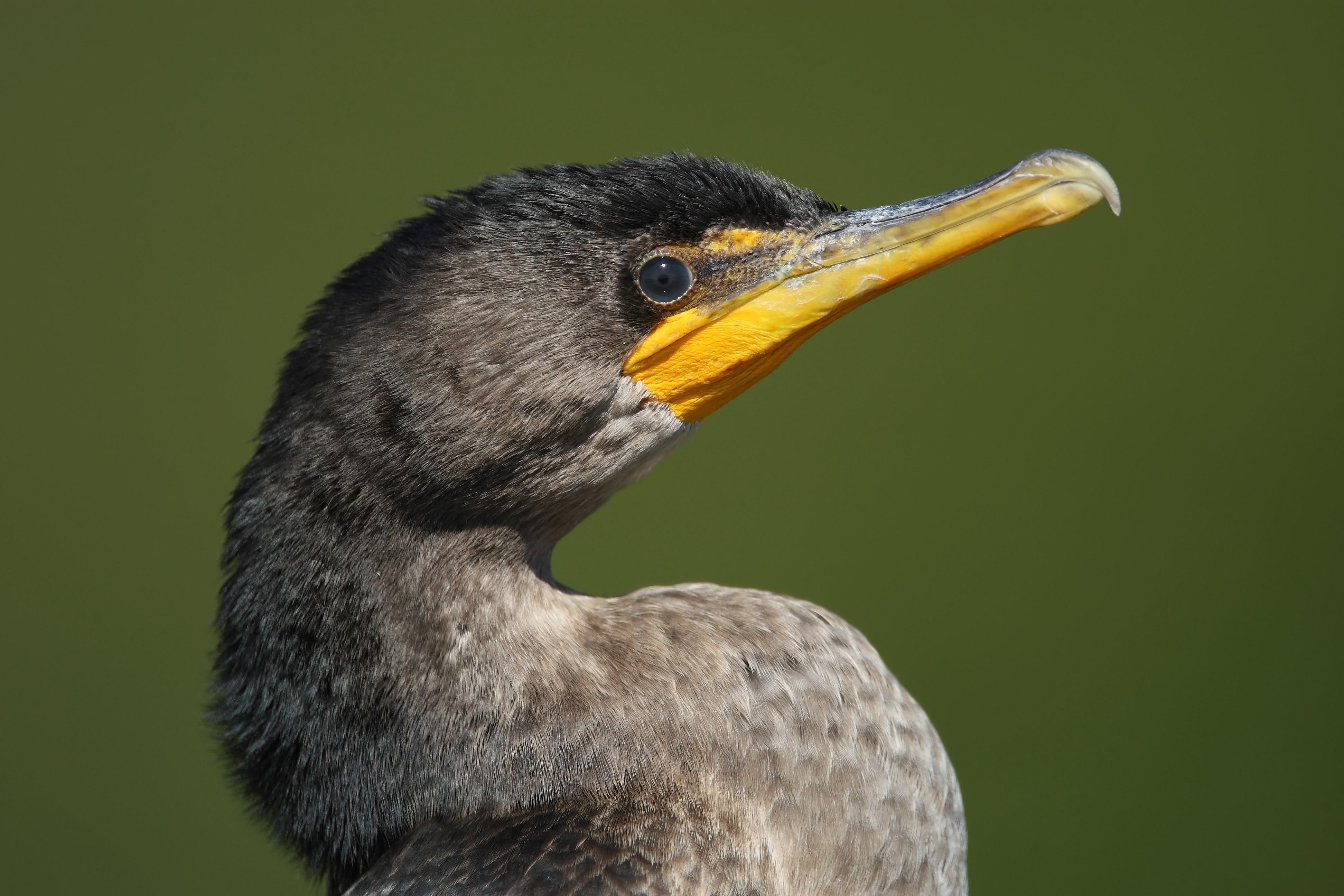
Portré

A füles kárókatona (Phalacrocorax auritus) a madarak (Aves) osztályának a szulaalakúak (Suliformes) rendjébe, ezen belül a kárókatonafélék (Phalacrocoracidae) családjába tartozó faj.

## Előfordulása
Észak-Amerikában, Alaszkától Mexikóig fészkel, az északi területekről télen délre húzódik. Halastavak környékén él.

## Alfajai
- Phalacrocorax auritus albociliatus
- Phalacrocorax auritus auritus
- Phalacrocorax auritus cincinatus
- Phalacrocorax auritus floridanus
- Phalacrocorax auritus heuretus

## Megjelenése
Testhossza 74–91 centiméter, szárnyfesztávolsága 132 centiméter, tömege pedig 1500–2000 gramm.
A test nagyon nyúlánk, de erős és hengeres. A nyak hosszú és vékony, az arcrésze élénk sárga, a csőr közepes, a vége erősen kampós. A fejtető, nyak, mell, has, hátalja fényes fekete, gyönge fémfénnyel.

## Életmódja
Tavakban, esetleg folyókban víz alá bukással keresi halakból álló táplálékát. Halastavak környékén nagy károkat okoz.

## Szaporodása
Tavak melletti fákra, sziklapárkányokra rakja fészkét. Vízinövényekkel bélelt gallyfészekbe rakja tojását. Telepesen költ.
|  |